# HD 16175
HD 16175 (HIP 12191 / SAO 38170 / BD+41 496) es una estrella de magnitud aparente +7,28.
Está situada en la constelación de Andrómeda, cerca del límite con Perseo, a unos 2° al noroeste de 12 Persei.
Se encuentra a 195 años luz de distancia del sistema solar.
En 2007 se anunció el descubrimiento de un planeta extrasolar en órbita alrededor de esta estrella.
HD 16175 es una estrella amarilla de tipo espectral G0 que tiene una temperatura efectiva de 6000 ± 80 K. En el espectro visible es 3,7 veces más luminosa que el Sol, lo que unido a su tamaño —tiene un radio un 84 % más grande que el radio solar, valor obtenido a partir de la medida de su semidiámetro angular, 0,143 milisegundos de arco— sugiere que es una estrella más evolucionada que el Sol. Ello viene corroborado por su edad estimada, 5300 ± 1000 millones de años. Al ser una estrella más masiva que el Sol —1,35 masas solares— ha evolucionado más deprisa que este. Posee una abundancia relativa de hierro un 70 % más alta que la existente en nuestra estrella.

## Sistema planetario
En torno a HD 16175 orbita un planeta gigante —denominado HD 16175 b— con una masa mínima 4,4 veces mayor que la masa de Júpiter. Se mueve en una órbita muy excéntrica (ε = 0,59) a una distancia media de la estrella de 2,1 UA. Su período orbital es de 990 días.
| Acompañante (En orden desde la estrella) | Masa (MJ) | Período orbital (días) | Semieje mayor (UA) | Excentricidad |
| ---------------------------------------- | --------- | ---------------------- | ------------------ | ------------- |
| HD 16175 b                               | > 4,4     | 990 ± 20               | 2,1                | 0,59 ± 0,11   |